# Serhij Sitało
Serhij Wołodymyrowycz Sitało, ukr. Сергій Володимирович Сітало (ur. 9 maja 1995 w Magadanie) – ukraiński piłkarz, grający na pozycji bramkarza.

## Kariera piłkarska
Wychowanek klubów ŁWUFK Ługańsk i Dnipro Dniepropetrowsk, barwy których bronił w juniorskich mistrzostwach Ukrainy (DJuFL). 8 września 2002 rozpoczął karierę piłkarską w młodzieżowej drużynie Dnipra, a 23 kwietnia 2003 roku debiutował w drugim składzie klubu. Latem 2004 przeszedł do Arsenału Kijów. W lipcu 2007 został piłkarzem Stali Dnieprodzierżyńsk. W 2008 bronił barw klubu Szachtar Swerdłowśk. W styczniu 2009 przeniósł się do Stali Ałczewsk. 21 lutego 2011 podpisał kontrakt z Tawriją Symferopol. 12 września 2014 jako wolny agent zasilił skład Desny Czernihów. 1 marca 2016 wrócił do Arsenału Kijów, w którym grał do końca roku. 21 marca 2019 podpisał kontrakt z Kołosem Kowaliwka. Nie rozegrał żadnego meczu i pod koniec 2019 roku opuścił Kołos.

## Sukcesy i odznaczenia

### Sukcesy klubowe
Stal Ałczewsk
- brązowy medalista Ukraińskiej Pierwszej Ligi: 2009/10, 2010/11

Arsenał Kijów
- mistrz Ukraińskiej Pierwszej Ligi: 2017/18